# Орехова Грива
Орехова Грива — деревня в Осьминском сельском поселении Лужского района Ленинградской области.

## История
По данным 1933 года деревня Орехова Грива входила в состав Захонского сельсовета Осьминского района.
По данным 1966 года деревня Орехова Грива также входила в состав Захонского сельсовета Лужского района.
По данным 1973 и 1990 годов деревня Орехова Грива входила в состав Осьминского сельсовета.
По данным 1997 года в деревне Орехова Грива Осьминской волости проживали 6 человек, в 2002 году — 4 человека (все русские).
В 2007 году в деревне Орехова Грива Осьминского СП проживали 3 человека.

## География
Деревня расположена в северо-западной части района к югу от автодороги 41А-186 (Толмачёво — автодорога «Нарва»).
Расстояние до административного центра поселения — 26 км.
Расстояние до ближайшей железнодорожной станции Толмачёво — 50 км. 
Близ деревни протекает Шеломинский ручей.

## Демография
| 1997 | 2007 | 2010 | 2017 |
| ---- | ---- | ---- | ---- |
| 6    | ↘3   | ↘1   | ↗5   |

## Улицы
Лесная.